# Marie-Édouard Mununu-Kasiala
 (mars 2020).
Si vous disposez d'ouvrages ou d'articles de référence ou si vous connaissez des sites web de qualité traitant du thème abordé ici, merci de compléter l'article en donnant les références utiles à sa vérifiabilité et en les liant à la section « Notes et références ».
Marie-Édouard Mununu-Kasiala, né le 15 août 1936 à Bukanga-Pindi dans le diocèse de Kikwit (Congo) et décédé le 5 décembre 2022 à Bruxelles (Belgique), est un moine prêtre trappiste congolais. Prieur de son monastère de Kasanza en 1975, il est nommé à l'épiscopat en 1984. Il est évêque de Kikwit de 1985 à 2016.

## Biographie
Marie-Édouard Mununu-Kasiala est un des premiers moines trappistes du Congo. Il entre au monastère de Kasanza peu après sa fondation en 1958. Le 20 août 1967, il est ordonné prêtre, premier prêtre trappiste de son pays. Quelques années plus tard, en décembre 1975, il est élu Prieur du monastère trappiste de Kasanza (qui n’est pas encore abbaye). 
Le 8 novembre 1984, le pape Jean-Paul II le nomme évêque auxiliaire du diocèse de Kikwit. Le 24 mars 1985, il est consacré évêque par Mgr Alexandre Mbuka Nzundu, ordinaire du diocèse de Kikwit.
Après la mort de ce dernier (14 octobre 1985), Mgr Mununu-Kasiala reçoit la charge pastorale de ce large diocèse de la province de Bandundu. Il se retire le 19 novembre 2016 à 80 ans, après plus de 30 ans d'épiscopat. 
Mgr Marie-Édouard Mununu-Kasiala est mort à Bruxelles (Belgique) - où il se trouvait en traitement médical - dans la nuit du 4 au 5 décembre 2022. 